# 梅多拉 (印地安納州)
梅多拉（英語：Medora）是一個位於美國印地安納州傑克遜縣的城鎮。

## 人口
根據2010年美國人口普查的數據，梅多拉的面積為0.79平方千米，當中陸地面積為0.79平方千米，而水域面積為0.00平方千米。當地共有人口693人，而人口密度為每平方千米877人。